# Четецуя (Джурджу)
Четецуя (рум. Cetățuia) — село у повіті Джурджу в Румунії. Входить до складу комуни Геужань.
Село розташоване на відстані 80 км на південь від Бухареста, 24 км на південний захід від Джурджу.

## Населення
За даними перепису населення 2002 року у селі проживали 248 осіб, усі — румуни. Усі жителі села рідною мовою назвали румунську.